# (33388) 1999 CH50
1999 CH50 (asteroide 33388) é um asteroide da cintura principal. Possui uma excentricidade de 0.23781840 e uma inclinação de 4.96350º.
Este asteroide foi descoberto no dia 10 de fevereiro de 1999 por LINEAR em Socorro.